# ریناچ، بزل‌کونتری
شهر ریناچ در بخش ارلوشم در  ایالت بزل‌کونتریدر کشور سوئیس  واقع شده‌است که  ۱۸٬۵۰۰    نفر  جمعیت دارد.